# ランプン州
ランプン州 (ランプンしゅう、インドネシア語: Lampung) は、スマトラ島の南端に位置するインドネシアの州。ブンクル州、南スマトラ州と接する。

## 地理
地震と火山という地理的な不安定性によって知られる。

## 歴史
- 1883年にはクラカタウの大噴火が起こり、甚大な被害をもたらした。
- 2005年5月10日、マグニチュード6.4の強い地震に見舞われた。

## 行政区域
ランプン州の行政区分は12の県と2つの市に分かれている。
- 州

1. 西ランプン県（英語版）
2. 南ランプン県（英語版）
3. 中央ランプン県（英語版）
4. 東ランプン県（英語版）
5. 北ランプン県（英語版）
6. ウェイカナン県（英語版）
7. タンガマス県（英語版）
8. チュランボワン県（英語版）
9. ペッサワラン県（英語版）
10. プリンセゥ県（英語版）
11. 西チュランボワン県（英語版）
12. メスジ県（英語版）

- 都市

1. バンダールランプン
2. メトロ (インドネシア)

## 民族
元々、スマトラ島の他の民族とは異なるランプン語を話し、独自の文字を持っていたが、ジャワ人等に分類されている。

## 産業
ランプン州における主要な生産物は、いわゆるプランテーション作物のコーヒー、カカオ、ココナッツ、そして香辛料の丁字である。これらの栽培はネスレなどの企業によるところが大きい。地場産業に小規模なナタデココ工場があり、Wong Cocoなどがある。

## 織物
1920年代から、ランプンは豊かな織物の伝統を育んできた。